# Vlasografie
Vlasografie (v anglickém originále Hairography) je jedenáctá epizoda amerického televizního seriálu Glee. Poprvé se vysílala na televizním kanálu Fox 25. listopadu 2009. Scénář k epizodě napsal Ian Brennan a režie se ujal Bill D'Elia.
V této epizodě se představí konkurenční sbory New Directions, tedy sbor Jane Addams Girls Choir pro dívky, které byly nedávno propuštěny z vězení pro mladistvé a Haverbrook, sbor neslyšících. Trenérka roztleskávaček Sue Sylvester (Jane Lynch) sabotuje šance New Directions tím, že poskytne jejich seznam písní na okresní kolo konkurenčním sborům. Quinn (Dianna Agron) si není jistá, zda má dát své dítě adoptovat a Rachel (Lea Michele) se neúspěšně snaží zaujmout Finna (Cory Monteith).
Rapperka Eve v epizodě hostuje jako Grace Hitchens, vedoucí dívčího sboru Jane Addams Girls Choir a Katee Shean, Kherington Payne a Comfort Fedoke, účastnice soutěže So You Think You Can Dance se v epizodě objeví jako členky jejího sboru. V epizodě zazní osm cover verzí, včetně mashupu písně "Hair" z muzikálu Vlasy a "Crazy in Love" od Beyoncé. Studiové nahrávky všech písní kromě jedné, které zazněly v epizodě byly vydány jako singly a jsou dostupné ke stažení.
Epizodu v den vysílání sledovalo 6,1 milionů amerických diváků a získala smíšené recenze od kritiků. Raymund Flandez z The Wall Street Journal označil vystoupení s mashupem jako jedno nejhorší z celé série a Liz Pardue ze Zap2it s názorem souhlasila a shodla se s tím, že to bylo „odporné“. Flandez, Pardue a Mike Hale z New York Times cítili, že v písní Imagine bylo nevhodné, když New Directions přerušily hluchý sbor, zatímco Bobby Hankinson z Houston Chronicle se domníval, že recenzenti „by si potřebovali uvědomit, že tento seriál na každého chystá nějakou ránu, ale vždycky skončí objetím a za tím hodně lásky.“

## Obsah dílu
Vedoucí sboru New Directions, Will Schuester (Matthew Morrison) má podezření, že trenérka roztleskávaček Sue Sylvester má tajnou dohodu s konkurenčními sbory a proto se rozhodne navštívit akademii Jane Addams pro dívky nedávno propuštěné z vězení pro mladistvé. Setká se z jejich vedoucí Grace Hitchens (Eve) a pozve je do posluchárny v McKingley High, kde předvedou píseň. Willa jejich dobré vystoupení zastrašilo, ale Rachel (Lea Michele) ho ujistí, že dívky používají sílu „vlasografie“- často a dramaticky jim vlají vlasy, ty lidi rozptylují a odvádějí pozornost od faktu, že neumějí moc zpívat a tančit. Will pro New Directions tedy nakoupí paruky a vyzve je, ať také zkusí vlasografii a před druhým sborem vystupují v parukách při mashupu písní "Hair" a "Crazy in Love". Dalton Rumba (Michael Hitchcock), vedoucí sboru ve škole Haverbrook pro hluché se cítí opovržený, že jeho sbor Will nepozval, a na McKinley High tedy jeho sbor nakonec vystupuje. Jeho sbor zpívá společně s New Directions duet písně od Johna Lennona "Imagine" a Will zjistí, že nový mashup a vlasografie jsou strašné a nefungují. Píseň vymaže z repertoáru sboru a nahradí ji písní "True Colors". Bez vědomí Willa odcizí Sue seznam písní New Directions pro okresní kolo a předá ho Grace a Daltonovi a navrhuje jim, ať jejich sbory tyto písně předvádějí, ať zničí šance New Directions na vítězství.
Quinn začíná pochybovat o rozhodnutí, že své dítě po narození svěří Willově ženě Terri (Jessalyn Gilsig) a uvažuje nad možností, že by dítě vychovávala s Puckem, jeho skutečným otcem a ne s Finnem. Sdělí Terri, že si chce sítě nechat, ale proto, aby změnila názor, tak Terriina sestra Kendra (Jennifer Aspen) požádá Quinn, aby pohlídala na večer její tři neovladatelné syny. Quinn pozve Pucka, aby šel děti hlídat s ní a mezi oběma vzniká pouto, to je ale přerušeno tím, když Quinn zjistí, že Puck strávil večer tím, že si psal lechtivé sms zprávy se svou bývalou přítelkyní Santanou (Naya Rivera), Quinn tedy opět chce dát dítě k adopci a věří, že by si její dcera zasloužila lepšího otce. Mezitím Kurt (Chris Colfer) pomáhá Rachel si vytvořit nový vzhled, aby ohromila Finna, ve skutečnosti se však Kurt snaží její šance sabotovat. Finna nový vzhled Rachel tedy pochopitelně nezaujme, což jí také řekne a poté jí prozradí, že nedávno vedl s Kurtem konverzaci, co se mu na dívkách líbí. Rachel konfrontuje Kurta a konstatuje, že i když je i on zamilovaný do Finna, tak bude mít ona vždy větší šanci „protože je holka“. Ale Kurt jí řekne, že šance obou jsou nulové a nemohou nic dělat; Finn miluje Quinn a to nic nezmění.

## Seznam písní
- "Bootylicious"
- "Don't Make Me Over"
- "You're the One That I Want"
- "Papa Don't Preach"
- "Hair" / "Crazy in Love"
- "Imagine"
- "True Colors"

## Hrají
- Dianna Agron – Quinn Fabray
- Chris Colfer – Kurt Hummel
- Jane Lynch – Sue Sylvester
- Jayma Mays – Emma Pillsburry
- Kevin McHale – Artie Abrams
- Lea Michele – Rachel Berry
- Cory Monteith – Finn Hudson
- Matthew Morrison – William Schuester
- Amber Riley – Mercedes Jones
- Mark Salling – Noah „Puck“ Puckerman
- Jenna Ushkowitz – Tina Cohen-Chang

## Natáčení

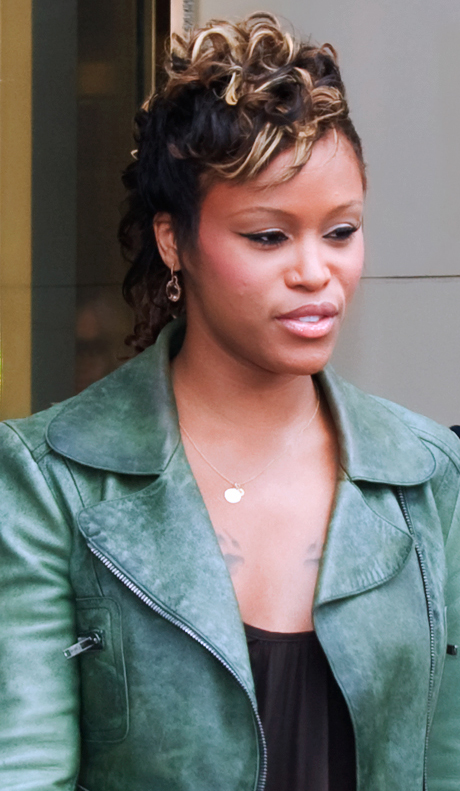
Eve v epizodě hostovala jako Grace Hitchens, vedoucí dívčího sboru Jane Addams.

Epizodu napsal Ian Brennan a režíroval Bill D'Elia. Vedlejší role, které se v epizodě objeví jsou členové sboru Brittany (Heather Morris), Santana Lopez (Naya Rivera), Mike Chang (Harry Shum mladší) a Matt Rutherford (Dijon Talton), Terriina sestra Kendra Giardi (Jennifer Aspen), manžel Kendry, Phil (Michael Loeffelholz) a jejich trojice synů (Aidan, Ethan a Ben Freedman). Michael Hitchcock v epizodě hostuje jako vedoucí konkurenčního sboru, Dalton Rumba a rapperka Eve hraje další vedoucí jiného sboru, Grace Hitchens. Jako členky jejího sboru se v epizodě objevily účastnice soutěže So You Think You Can Dance, jsou to Katee Shean, Kherington Payne a Comfort Fedoke.
Eve má ve smlouvě objevit se v Glee na dvě epizody a role Grace ji byla nabídnuta poté, co ji odmítla Whitney Houston. Eve o svém obsazení do role řekla: „Zeptali se mě a já zaslechla ten hukot okolo seriálu. Když se vysílala první epizoda, začala jsem si myslet, že to je něco jiného, co jsme ještě předtím v televizi neviděli. Nechtěla jsem tu televizi ani vypnout!“ Dodala, že by byla velice ráda, kdyby se v seriálu Whitney Houston objevila: „Myslím si, že by to bylo jiné v tom smyslu, že ona je opravdová diva. Ona by to té role přinesla spoustu další energie, což by bylo úžasné“. Při porovnání její postavy Grace k vedoucímu sboru Willovi řekla: "Pro mě obzvláště je to těžší. Jsem učitelka nápravné školy. Musím být celice příšná“. Při otázce, zda by se do seriálu v budoucnu vrátila, řekla: "Kdyby mě o to požádali, určitě bych se vrátila. Je to prostě dobře vyrobený a chytrý pořad“. A přesto, že v epizodě nezpívala, tak řekla, že by se v budoucnu do Glee ráda vrátila a jako její ideální píseň, kterou by chtěla zpívat jmenovala "Sweet Dreams" od Eurythmics.
V epizodě zazní cover verze písní "Bootylicious" od Destiny's Child, "Don't Make Me Over" od Dionne Warwick, "Papa Don't Preach" od Madonny, mashup písní „Hair" z muzikálu Vlasy a "Crazy in Love" od Beyoncé, "Imagine" od Johna Lennona, "True Colors“ od Cyndi Lauper a "You're the One That I Want" z muzikálu Pomáda.